# FC Lokomotíva Košice
A Lokomotíva Košice egy szlovák labdarúgócsapat Kassa városából, 1946-ban alapították. A szlovák kupát három alkalommal nyerték meg, illetve kétszer sikerült elhódítaniuk a csehszlovák kupát.

## Története
A klubot 1946-ban alapították ŠK Železničiari Košice néven. A klub 1951-ben bronzérmes lett a csehszlovák labdarúgó-bajnokságban, a következő idényben pedig felvette a Lokomotíva nevet. A klub 1965-ben tizenkét év kihagyás után jutott vissza a csehszlovák élvonalba, amelynek 1986-ig egy szezon kivételével (1974-75) tagja volt; ez idő alatt számos rangadót játszottak a városi rivális VSS Košice ellen. A klub legsikeresebb időszakát az 1970-es évek második felében élte; 1978-ban ismét bronzérmesek lettek a bajnokságban, valamint 1977-ben és 1979-ben is elhódították a csehszlovák kupát, valamint szerepeltek a Kupagyőztesek Európa-kupája és az UEFA-kupa küzdelmeiben. Ekkoriban volt tagja a csapatnak az Európa-bajnoki aranyérmes Móder József és Pavol Biroš, az Európa-bajnoki bronzérmes Ján Kozák, az Európa-bajnoki bronzérmes és olimpiai bajnok Stanislav Seman, a csehszlovák válogatott Anton Flešár és a háromszoros csehszlovák gólkirály Ladislav Józsa. Csehszlovákia felbomlása után a klub a szlovák élvonalban kezdett el versenyezni, ahol legjobb helyezésük egy hetedik helyezés volt 1995-ben. A klub 1998-ban kiesett a szlovák másodosztályba, majd 2000-ben a harmadosztályba. A klub jelenleg a szlovák negyedosztályban szerepel.

## Sikerek
- Szlovák kupa (1961 – )
  - Győztes: 1977, 1979, 1985
  - Második: 1961, 1992
- Csehszlovák labdarúgó-bajnokság (1925 – 1938, 1945 – 1993)
  - Harmadik: 1951, 1977–78
- Csehszlovák kupa (1961 – 1993)
  - Győztes: 1977, 1979

## Nemzetközi kupákban való szereplések
| Kiírás                      | M  | Gy | D | V | RG/KG | G  |
| --------------------------- | -- | -- | - | - | ----- | -- |
| UEFA-kupa                   | 2  | 1  | 0 | 1 | 1-1   | 0  |
| Kupagyőztesek Európa-kupája | 8  | 3  | 4 | 1 | 8-7   | +1 |
| Közép-európai kupa          | 2  | 1  | 0 | 1 | 1-2   | -1 |
| Összesen                    | 12 | 5  | 4 | 3 | 10-10 | 0  |

## Korábbi elnevezések
| Klubnév                        | Időszak   |
| ------------------------------ | --------- |
| ŠK Železničiari Košice         | 1946–1949 |
| ZSJ Dynamo ČSD Košice          | 1949–1951 |
| TJ Lokomotíva Košice           | 1952–1965 |
| TJ Lokomotíva VSŽ Košice       | 1965–1967 |
| TJ Lokomotíva Košice           | 1967–1990 |
| FK Lokomotíva Košice           | 1990–1994 |
| FK Lokomotíva Energogas Košice | 1994–1997 |
| FC Lokomotíva Košice           | 1997–1999 |
| FC Spoje Lokomotíva Košice     | 1999–2005 |
| FC Lokomotíva Košice           | 2005–     |

## Híresebb játékosok
- Móder József
- Pavol Biroš
- Ján Kozák
- Stanislav Seman
- Anton Flešár
- Ladislav Józsa
- František Kunzo
- Adolf Scherer
- Viliam Schrojf
- Karol Kisel
- Ondrej Danko
- Pavol Diňa
- Rudolf Urban